# Chiangmai Golf Classic
De Chiangmai Golf Classic is een jaarlijks golftoernooi in Thailand, dat deel uitmaakt van de Aziatische PGA Tour. Het werd opgericht in 2013 en wordt sindsdien gespeeld op de Alpine Golf Resort in de stad Chiang Mai.
Het toernooi wordt gespeeld in een strokeplay-formule van vier ronden en na de tweede ronde wordt de cut toegepast.

## Winnaars
| Jaar | Winnaar     | Score | Score | Info |
| ---- | ----------- | ----- | ----- | ---- |
| 2013 | Scott Hend  | 268   | –20   |      |
| 2014 | Rashid Khan | 271   | –17   |      |

| Toernooirecord |  | po = winnaar na play-off |